# Malla enteriza

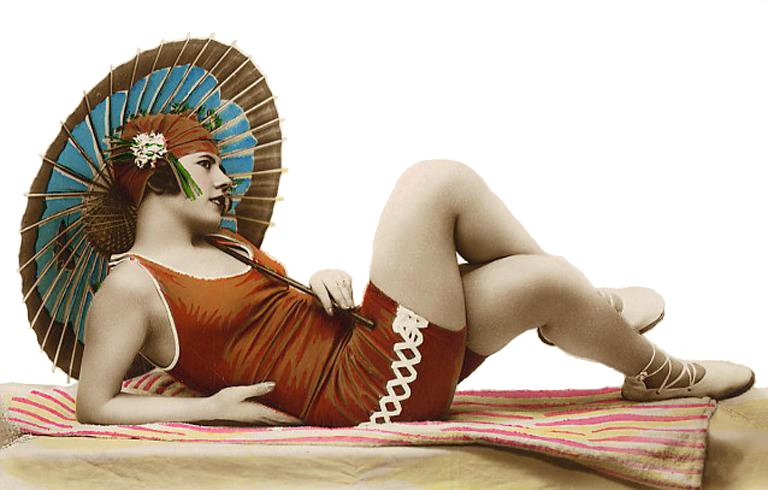
Mujer usando una malla enteriza.

La malla enteriza es un tipo de traje de baño femenino de una sola pieza. Cubre los pechos, el abdomen y la parte genital.
Antes de la invención del biquini, prácticamente la totalidad de los trajes de baños eran de una sola pieza. En la actualidad han perdido terreno, aunque continúan siendo la indumentaria de las nadadoras en competiciones oficiales. También es más común su uso entre las mujeres maduras o de volumen corporal considerable (en este último caso es lo ideal ya que estiliza la figura). 
La mayoría de ellos suele poseer un escote en forma de U que deja la espalda al descubierto, pudiendo o no tener los tirantes superiores cruzados. No obstante, algunas mallas enterizas de competencia no poseen escote, caso de las usadas en waterpolo femenino. Inclusive, existen algunas mallas enterizas cuya parte de atrás se estrecha como una tanga de modo tal que deja al descubierto los glúteos.